# Хејгерстаун (Индијана)
Хејгерстаун (енгл. Hagerstown) град је у америчкој савезној држави Индијана.

## Демографија
По попису из 2010. године број становника је 1.787, што је 19 (1,1%) становника више него 2000. године.
| Група             | 2000.         | 2010.         |
| Белци             | 1.751 (99,0%) | 1.735 (97,1%) |
| Афроамериканци    | 5 (0,3%)      | 10 (0,6%)     |
| Азијати           | 2 (0,1%)      | 6 (0,3%)      |
| Хиспаноамериканци | 6 (0,3%)      | 14 (0,8%)     |
| Укупно            | 1.768         | 1.787         |